# Diócesis de Viana (Angola)
La diócesis de Viana (en latín: Dioecesis Viananensis y en portugués: Diocese de Viana) es una circunscripción eclesiástica de la Iglesia católica en Angola. Se trata de una diócesis latina, sufragánea de la arquidiócesis de Luanda. Desde el 31 de enero de 2019 su obispo es Emílio Sumbelelo.

## Territorio y organización
La diócesis tiene 18 462 km² y extiende su jurisdicción sobre los fieles católicos de rito latino residentes en la provincia de Luanda en los municipios de: Palanca, Buon Gesù, Calumbo, Catete, Barra di Kuanza, Cabo Ledo, Mumbondo, Kilamba Kiaxi, Demba Chio, Muxima y Massangano. 
La sede de la diócesis se encuentra en el barrio de Viana en la periferia de la ciudad de Luanda, en donde se halla la Catedral de San Francisco.
En 2020 en la diócesis existían 25 parroquias.

## Historia
La diócesis fue erigida el 6 de junio de 2007 con la bula Cunctae catholicae del papa Benedicto XVI, obteniendo el territorio de la arquidiócesis de Luanda.

## Estadísticas
Según el Anuario Pontificio 2021 la diócesis tenía a fines de 2020 un total de 110 600 fieles bautizados.
| Año                                                                             | Población            | Población | Población      | Sacerdotes | Sacerdotes    | Sacerdotes    | Bautizados por sacerdote | Diáconos permanentes | Religiosos | Religiosos | Parroquias |
| Año                                                                             | Bautizados católicos | Total     | % de católicos | Total      | Clero secular | Clero regular | Bautizados por sacerdote | Diáconos permanentes | Varones    | Mujeres    | Parroquias |
| ------------------------------------------------------------------------------- | -------------------- | --------- | -------------- | ---------- | ------------- | ------------- | ------------------------ | -------------------- | ---------- | ---------- | ---------- |
| 2007                                                                            | 500 000              | 1 659 000 | 30.1           | 37         | 5             | 32            | 13 514                   |                      | ?          | ?          | 9          |
| 2010                                                                            | 836 916              | 1 674 856 | 50.0           | 32         | 2             | 30            | 26 153                   |                      | 52         | 75         | 10         |
| 2014                                                                            | 931 000              | 1 863 000 | 50.0           | 41         | 11            | 30            | 22 707                   |                      | 51         | 90         | 16         |
| 2017                                                                            | 100 800              | 2 019 000 | 5.0            | 45         | 13            | 32            | 2240                     |                      | 56         | 135        | 19         |
| 2020                                                                            | 110 600              | 2 215 700 | 5.0            | 55         | 17            | 38            | 2010                     |                      | 99         | 142        | 25         |
| Fuente: Catholic-Hierarchy, que a su vez toma los datos del Anuario Pontificio. |                      |           |                |            |               |               |                          |                      |            |            |            |

## Episcopologio
- Joaquim Ferreira Lopes, O.F.M. (6 de junio de 2007-31 de enero de 2019 renunció)
- Emílio Sumbelelo, desde el 31 de enero[4] de 2019